# Schloss Hirschstein

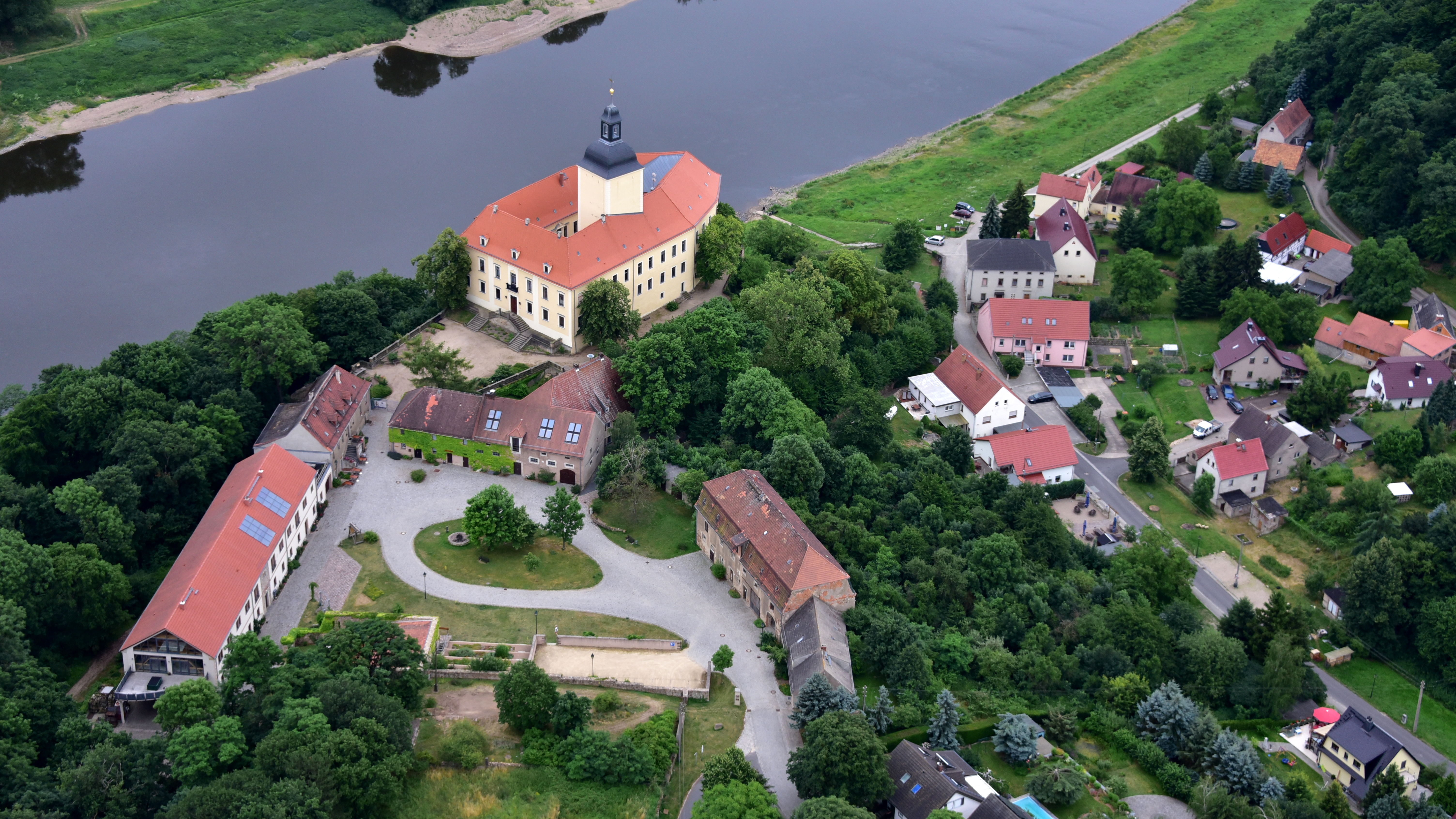
Schloss Hirschstein, Luftaufnahme (2017)

Das Schloss Hirschstein (auch Neuhirschstein) ist ein aus einer mittelalterlichen Burganlage hervorgegangenes Schloss in der Gemeinde Hirschstein im Landkreis Meißen. Es erhebt sich imposant auf einem 25 Meter hohen Felsen am linken Elbufer gegenüber von Neuseußlitz.

## Geschichte
Bereits 1205 wurde an diesem Ort eine Burganlage Herstein erwähnt, die vermutlich jedoch schon im 10. Jahrhundert existierte. Ab 1420 werden die von Birkigt, nach 1454 die von Haugwitz als Herren auf Hirschstein genannt. Erst 1497 wurde der Begriff Schloss in Zusammenhang mit der Anlage gebraucht. In einer Urkunde aus dem Jahr 1551 wird der Name Nau Hirstein genannt. Mehrfach wechselten die Besitzer des Schlosses, zu denen vor allem Adlige des Dresdner Hofes gehörten. Um 1590 wurde das Schloss durch Hartmann Pistoris von der geadelten Gelehrtenfamilie Pistoris erworben und blieb bis einschließlich zu Lebzeiten von Johann Ernst Pistoris im Familienbesitz. Im 17. Jahrhundert fand eine Erweiterung der Anlage statt. Um das Schloss herum entstand eine Siedlung, die den Namen Hirschstein übernahm. Es entwickelte sich ein Lehngut, dem die Bewohner der Orte Althirschstein, Bahra, Böhla, Blattersleben, Fichtenberg, Kobeln, Leckwitz, Weißig und Windorf Frondienste leisten mussten.
Im Jahr 1892 kaufte der Husarenrittmeister Max Crusius aus Großenhain das Schloss und ließ es 1893/94 umbauen und modernisieren. Nach seinem Tod 1907 lebte seine Witwe im Schloss. Während des Zweiten Weltkrieges wurden hier Kunstschätze der Dresdner Kunstsammlungen eingelagert. Am 7. Oktober 1943 beschlagnahmte die SS das Schloss. Als am 6. Juni 1944 die Alliierten in Frankreich landeten, wurde der belgische König Leopold III. mit seiner Familie auf Befehl Himmlers verhaftet und als Staatsgefangener unter strenger Bewachung der SS bis 6. März 1945 auf Schloss Hirschstein untergebracht. Nach dem Krieg befand sich in der Anlage ein Lazarett der Roten Armee. Im Anschluss wurde das Schloss von 1949 bis 1955 als Kindererholungsheim genutzt, danach ab 1957 als Kindersanatorium und Reha-Klinik. Zuletzt diente es von 2000 bis 2006 als Rehabilitationsklinik für Kinder und Jugendliche mit psychosomatischen Störungen. Es befand sich von 2009 bis 2012 im Besitz des Landkreises Meißen. Die Gemeinde Hirschstein ist seit 2013 Eigentümerin von Schloss Hirschstein und befasst sich mit dessen Neubelebung.
Vom Schloss soll ein alter Fluchtgang aus dem 15. Jahrhundert existieren, der unter der Elbe hindurch bis zum heute nicht mehr existierenden Schloss Zottewitz führte. Er sei aber zum größten Teil zugeschüttet.

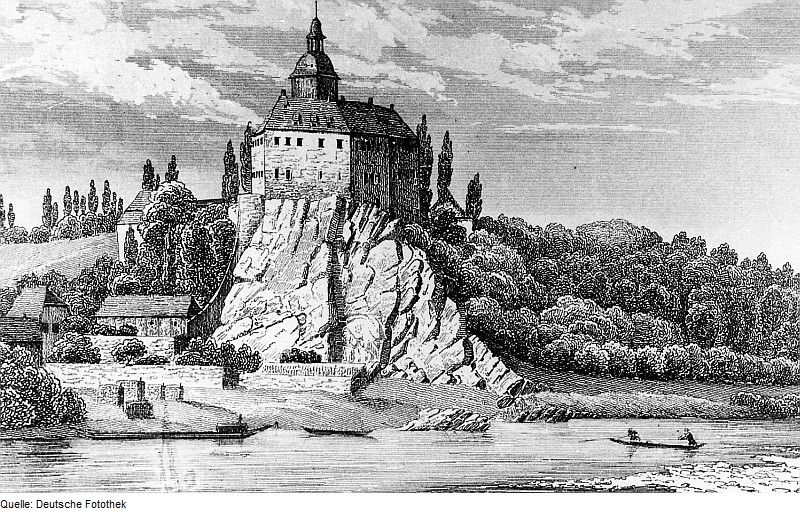
Historische Ansicht (1840)
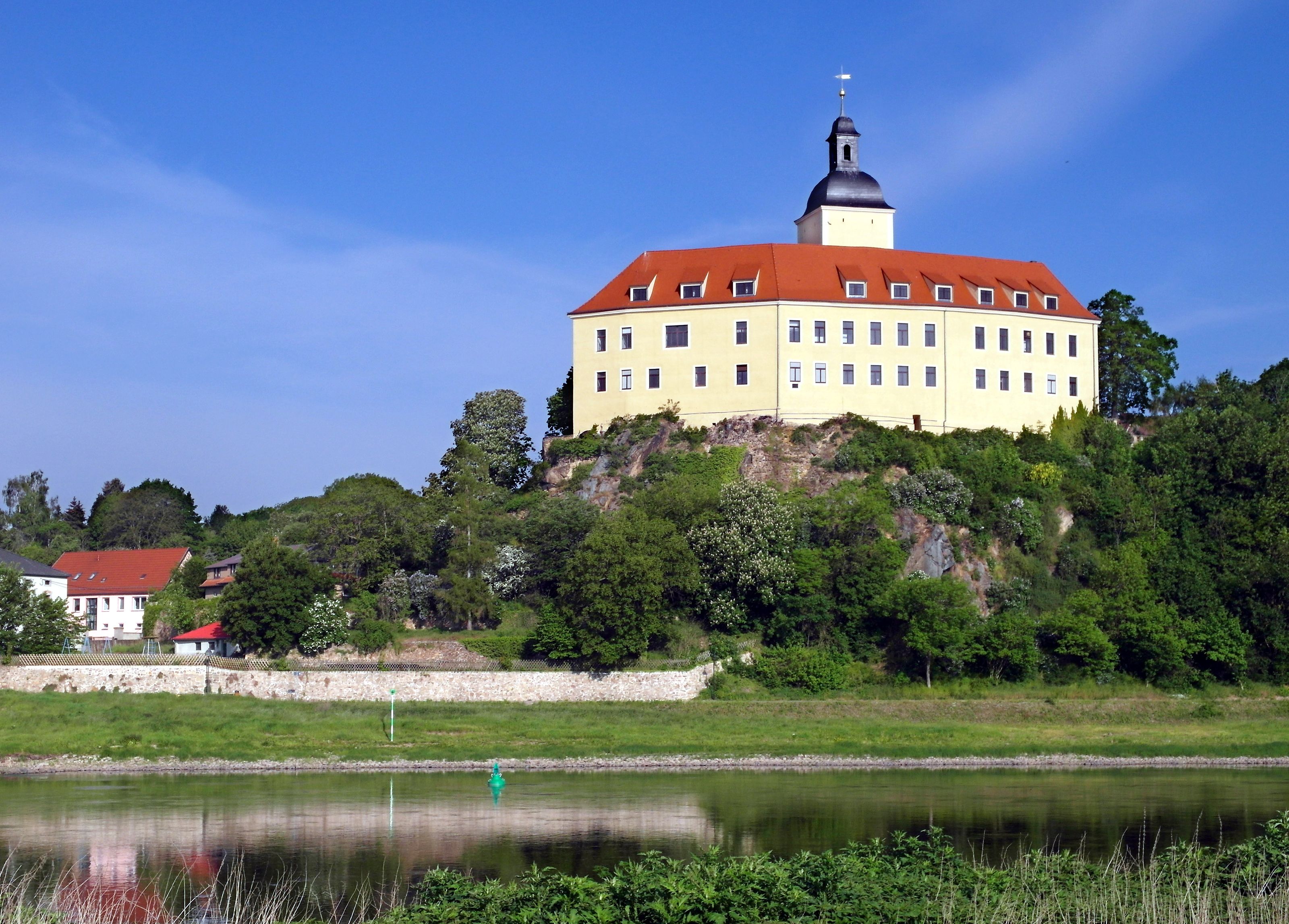
Blick über die Elbe auf Schloss Hirschstein (2016)
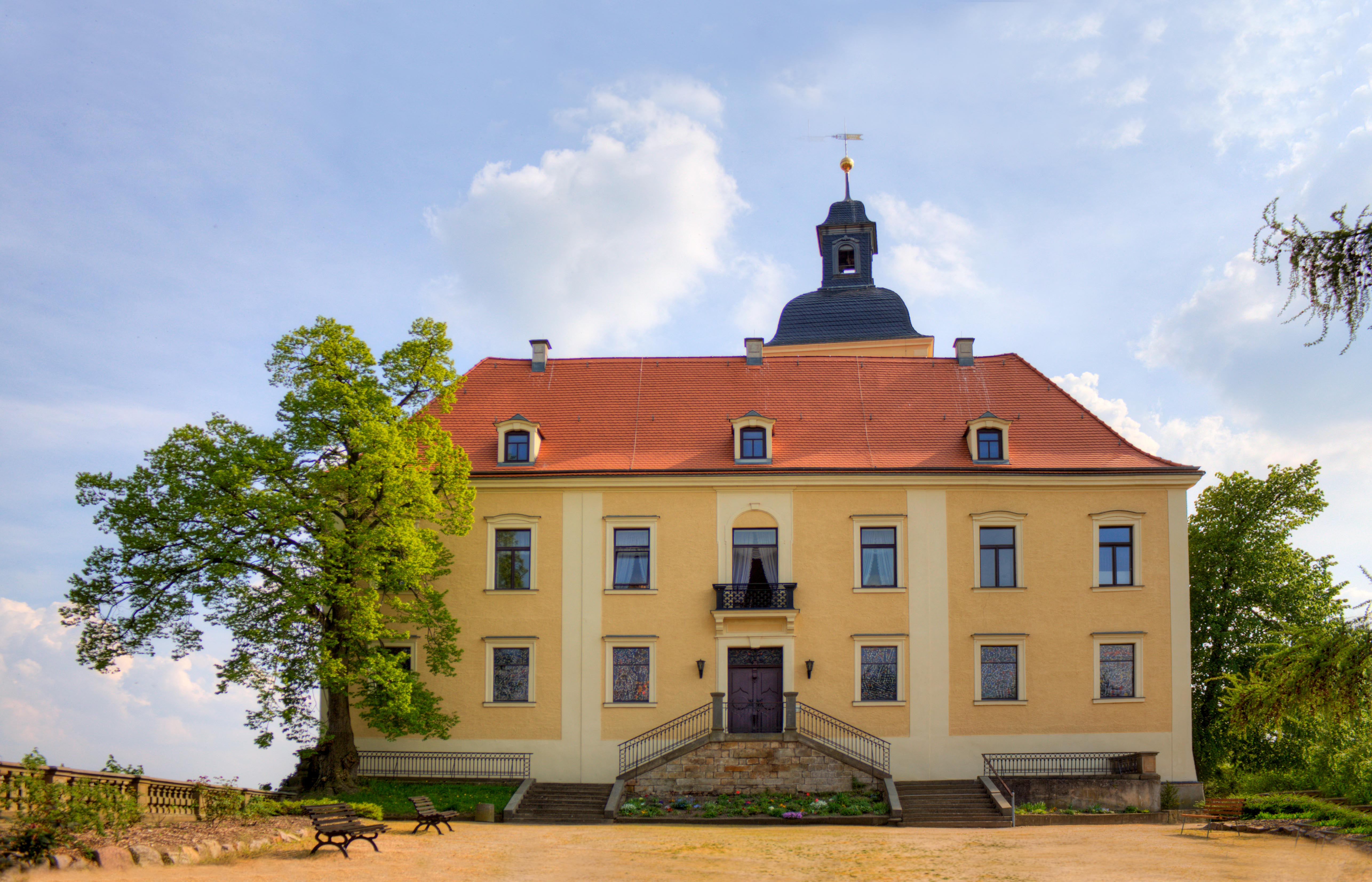
Hofseitige Ansicht (2014)
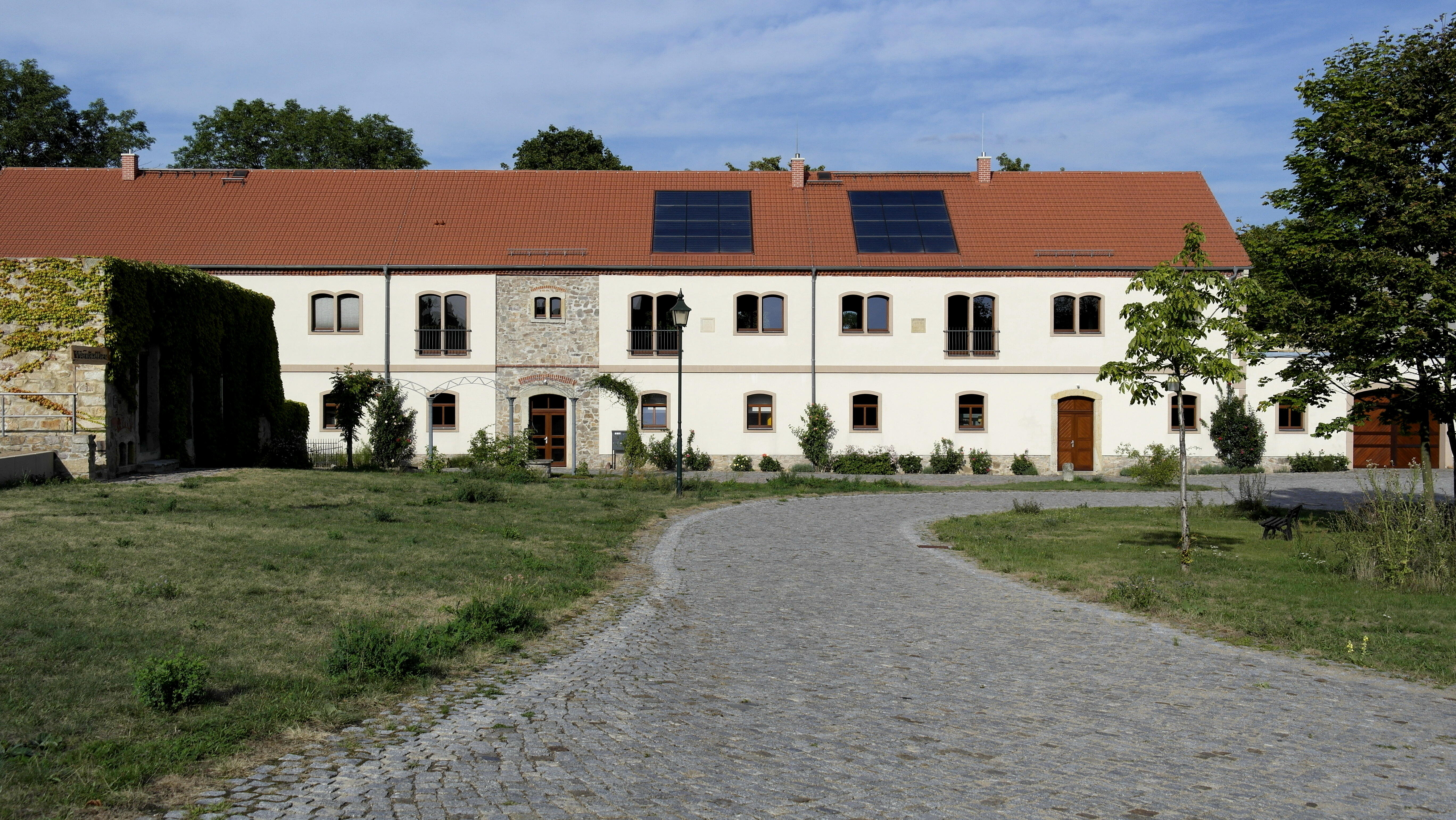
Ehemaliges Hofgebäude des Rittergutes (2015)
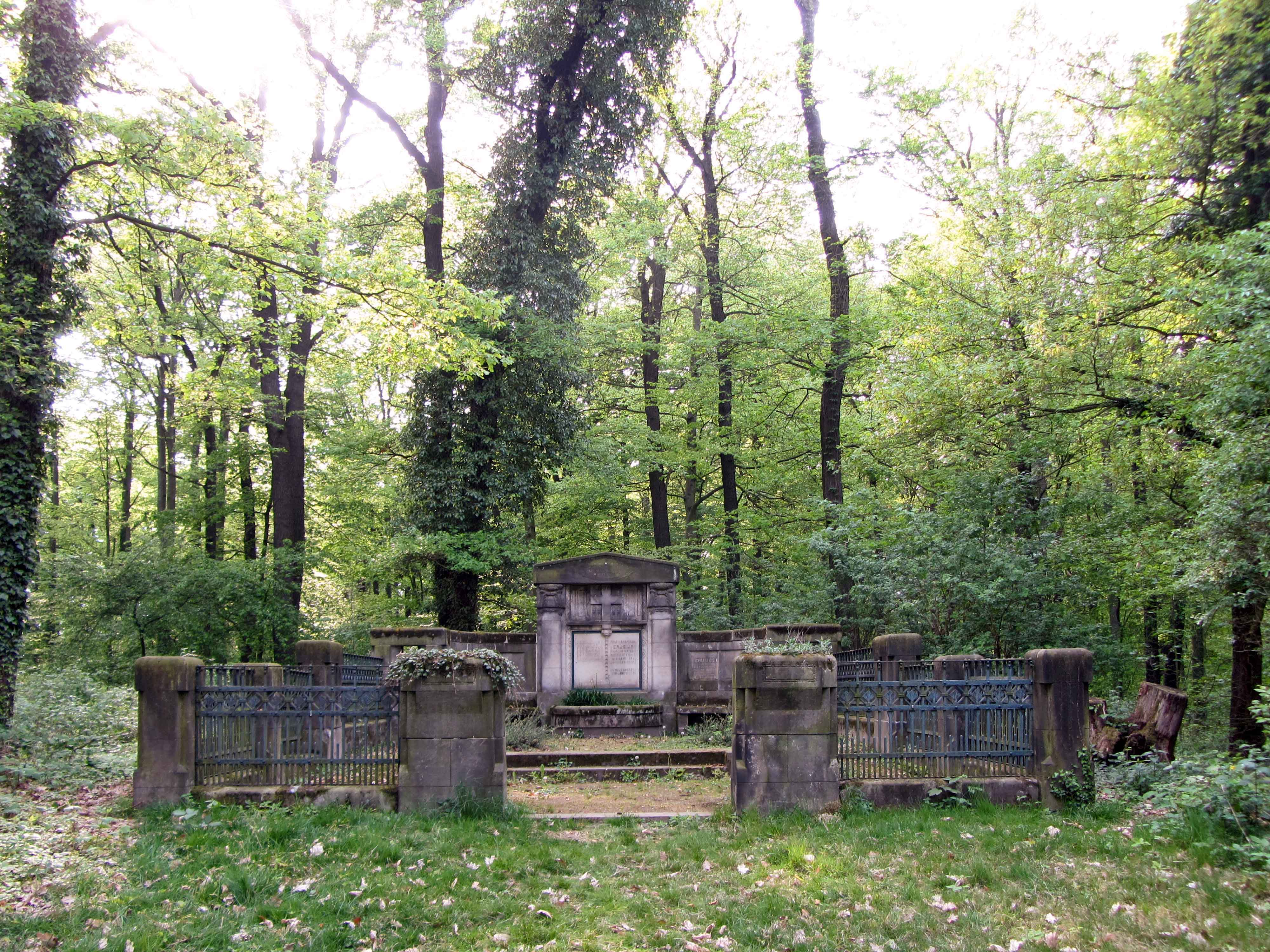
Grabstätte der Familie Crusius im Schlosspark (2014)
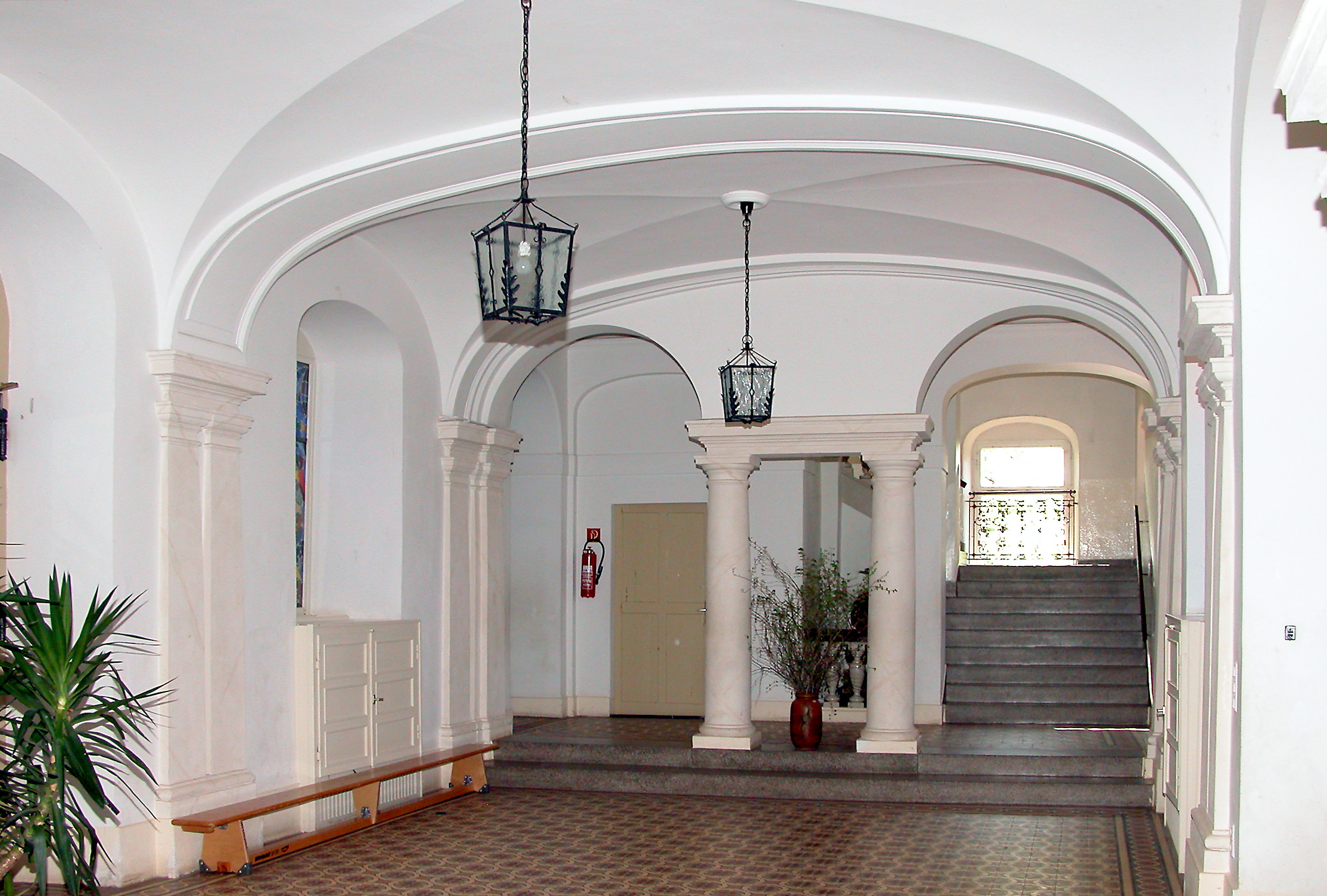
Eingangshalle mit Haupttreppenhaus im Schloss (2005)